# Francesco Gabriele Frola

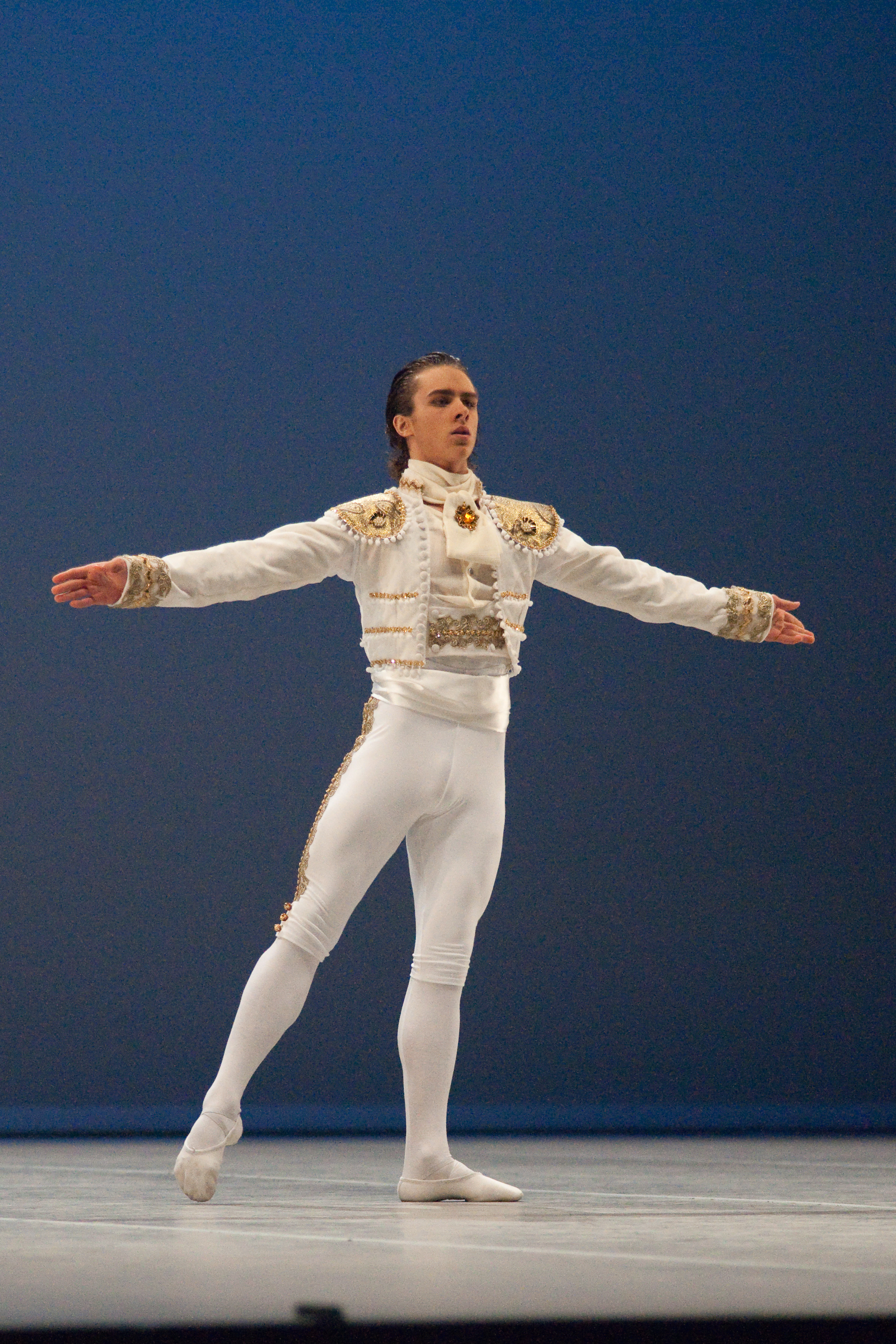
Francesco Gabriele Frola

Francesco Gabriele Frola (* 1992 in Aosta) ist ein italienischer Balletttänzer.

## Leben
Seinen ersten Tanzunterricht erhielt Frola in der Ballettschule „Professione Danza“ in Parma.
Hier tanzte er 2007 bei einer Schulaufführung der romantischen Ballettpantomine La Sylphide den James.
Schon zuvor wurde er 2003 und 2006 beim Grand Prix Pavlova als bester Tänzer ausgezeichnet.
Beim Prix de Lausanne 2008 wurden John Neumeier und Marianne Kruuse auf ihn aufmerksam. Sie boten ihm einen Platz in der von Neumeier geleiteten Ballettschule des Hamburg Ballett an und unterstützten ihn mit einem Teilstipendium.
Seine Ausbildung setzte er daraufhin seit August 2008 an diesem Institut und auch am Fomento Artistico Cordobés in Mexico fort.
2009 übernahm Frola an der Hamburger Staatsoper die Tanzrolle des Tadzio in Benjamin Brittens Oper Death in Venice, die von Ramin Gray inszeniert und von Simone Young dirigiert wurde. Für seine tänzerischen Leistungen in dieser Inszenierung wurde er mehrfach gelobt.
2010 errang Frola beim Internationalen Ballett-Wettbewerb in Kuba den dritten Preis. In diesem Jahr ging er als RBS Apprentice zum National Ballet of Canada in Toronto und wurde 2012 in den Corps de ballet aufgenommen. Frola nahm 2012 am 7. Internationalen Ballettbewerb Helsinki (Helsinki International Ballet Competition) in der Juniorenkategorie (15–19 Jahre) teil und gewann den mit 2.500 € dotierten zweiten Preis sowie eine Auszeichnung für eine eigene Choreographie.
2018 wurde Frola zur 44. Nijinsky-Gala in Hamburg eingeladen. Seit diesem Jahr ist er Principal Dancer beim National Ballet of Canada in Toronto und außerdem Principal Dancer beim English National Ballet in London.